# شهرستان عانه
شهرستان عانه (به عربی: قضاء عانة) یک شهرستان در عراق است که در استان انبار واقع شده‌است.